# Albany County (Wyoming)
Albany County je okres na jihu státu Wyoming v USA. K roku 2010 zde žilo 36 299 obyvatel. Správním městem okresu je Laramie. Celková rozloha okresu činí 11 160 km².

## Sousední okresy
| Růžice kompasu |                     | Converse County         |                                | Růžice kompasu |
| Růžice kompasu | Carbon County       | Sever                   | Platte County a Laramie County | Růžice kompasu |
| Růžice kompasu | Carbon County       | Albany County (Wyoming) | Platte County a Laramie County | Růžice kompasu |
| Růžice kompasu | Carbon County       | Jih                     | Platte County a Laramie County | Růžice kompasu |
| Růžice kompasu | Jackson County (CO) | Larimer County (CO)     |                                | Růžice kompasu |

## Zajímavosti
Na území tohoto kraje se nachází také významná paleontologická lokalita Como Bluff a Bone Cabin Quarry, kde byly již v 19. století objeveny významné fosilní exempláře druhohorních dinosaurů.